# Camillo Pilotto
Camillo Pilotto (6 de enero de 1888 - 27 de mayo de 1963) fue un actor teatral, cinematográfico y televisivo de nacionalidad italiana.

## Biografía
Nacido en Roma, Italia, fue uno de los actores teatrales de carácter más importantes en la primera mitad del siglo XX. Procedente de una familia de artistas - su padre, Libero Pilotto, era actor y autor teatral – debutó en escena con la compañía teatral de Ermete Novelli en 1903, con 15 años de edad. A partir de entonces, y hasta finales de los años 1950, actuó en las formaciones teatrales más destacadas del país. Entre los personajes interpretados por él tras la Segunda Guerra Mundial, destaca el de Cotrone en I giganti della montagna (1947), de Luigi Pirandello - autor con el cual tuvo una cercana relación, y para el cual actuó en la compañía dirigida por él – y dirección de Giorgio Strehler.
Su debut en la gran pantalla tuvo lugar en la época del cine mudo, en 1916, en un film dirigido por Augusto Genina. Con la llegada del cine sonoro, se convirtió en uno de los máximos exponentes del cine del género “teléfono blanco”, actuando pasada la guerra en numerosas producciones, en ocasiones como protagonista.
Actuó en la primera cinta sonora italiana (La canzone dell'amore, dirigida por Gennaro Righelli en 1930), pero sus papeles más interesantes le llegaron como actor de carácter en las cintas Il passatore (1947, de Duilio Coletti) y Penne nere (1952, de Oreste Biancoli).
Además de su actividad cinematográfica (más de 100 filmes), en sus últimos años también hizo algunas interpretaciones para la televisión, formando parte de producciones de éxito como Piccolo mondo antico (1957, de Silverio Blasi), Canne al vento (1958, de Mario Landi), Il mulino del Po (1963, de Sandro Bolchi), y Le anime morte (1963, de Edmo Fenoglio), su última actuación, emitida con posterioridad a su muerte.
Camillo Pilotto falleció en Roma, Italia, en 1963. Fue enterrado en el Cementerio del Verano, en Roma.

## Teatro
- Maya, de Simon Gantillon, con Anna Magnani, Ave Ninchi, Ignazio Bosic y Sandro Ruffini; dirección de Orazio Costa, Teatro Eliseo de Roma, 24 de noviembre de 1945.
- Scampolo, de Dario Niccodemi, con Anna Magnani, Sandro Ruffini, Carlo Romano y Giovanna Galletti; Teatro Eliseo, 6 de diciembre de 1945.

## Filmografía
| - La canzone dell'amore, de Gennaro Righelli (1930) - La vacanza del diavolo, de Jack Salvatori (1931) - La vecchia signora, de Amleto Palermi (1931) - La riva dei bruti, de Mario Camerini (1931) - Cinque a zero, de Mario Bonnard (1932) - La segretaria per tutti, de Amleto Palermi (1933) - Camicia nera, de Giovacchino Forzano (1933) - Il caso Haller, de Alessandro Blasetti (1933) - Le scarpe al sole, de Marco Elter (1935) - Lorenzino de' Medici, de Guido Brignone (1935) - L'anonima Roylott, de Raffaello Matarazzo (1936) - Sette giorni all'altro mondo, de Mario Mattoli (1936) - Gli ultimi giorni di Pompeo, de Mario Mattoli (1937) - Escipión, el africano (Scipione l'Africano), de Carmine Gallone (1937) - Sotto la croce del sud, de Guido Brignone (1938) - I figli del marchese Lucera, de Amleto Palermi (1938) - Il conte di Bréchard, de Mario Bonnard (1938) - Abuna Messias, de Goffredo Alessandrini (1939) - Traversata nera, de Domenico Gambino (1939) - Tutta la vita in una notte, de Corrado D'Errico (1939) - L'albergo degli assenti, de Raffaello Matarazzo (1939) - Scandalo per bene, de Esodo Pratelli (1940) - Abbandono, de Mario Mattoli (1940) | - I mariti (Tempesta d'anime), de Camillo Mastrocinque (1941) - Cenerentola e il signor Bonaventura, de Sergio Tofano (1942) - La Gorgona, de Guido Brignone (1942) - Redenzione, de Marcello Albani (1943) - Canal Grande, de Andrea Di Robilant (1943) - Una piccola moglie, de Giorgio Bianchi (1944) - La sua strada, de Mario Costa (1946) - Il Passatore, de Duilio Coletti (1947) - Furia, de Goffredo Alessandrini (1947) - Gente così, de Fernando Cerchio (1949) - Cavalcata d'eroi, de Mario Costa (1949) - Gli ultimi giorni di Pompei, de Paolo Moffa (1950) - Alina, de Giorgio Pastina (1950) - Il ladro di Venezia, de John Brahm (1950) - Abbiamo vinto!, de Robert Adolf Stemmle (1950) - Ha fatto 13, de Carlo Manzoni (1951) - Giovinezza, de Giorgio Pàstina (1952) - Penne nere, de Oreste Biancoli (1952) - Guai ai vinti, de Raffaello Matarazzo (1954) - Peppino e la vecchia signora, de Emma Gramatica y Piero Ballerini (1954) - Erode il grande, de Arnaldo Genoino y Viktor Turžanskij (1958) |

## Radio
- Cándida, de George Bernard Shaw, con Rina Morelli, Sandro Ruffini, Giorgio De Lullo y Elena Da Venezia; dirección de Guglielmo Morandi, 26 de febrero de 1951.
- La calzolaia ammirevole, de Federico García Lorca, dirección de Guglielmo Morandi, 7 de mayo de 1957.
- L'ultima stanza, de Graham Greene, con Roldano Lupi, Mila Vannucci, Teresa Browne y Teresa Franchini; dirección de Orazio Costa, 16 de junio de 1963.